# Aftermath (Muse)
Aftermath è un singolo del gruppo musicale britannico Muse, pubblicato l'11 marzo 2016 come quarto estratto dal settimo album in studio Drones.

## Descrizione
Decima traccia dell'album, secondo quanto dichiarato dal frontman Matthew Bellamy Aftermath è l'epilogo della storia narrata in Drones e racconta di quando il protagonista «è pronto a riaffermarsi. Egli riconosce l'importanza dell'amore umano». Bellamy ha successivamente dichiarato in un'intervista a Radio X di aver trovato l'ispirazione per la composizione del brano dopo aver visto il film Fury, precisamente nella scena in cui i protagonisti «vanno in un appartamento e ci sono un paio di ragazze e pensi che andrà tutto storto, [che] le cose prenderanno una piega sbagliata, ma alla fine si ha questo momento romantico».
Musicalmente, il brano è caratterizzato da un riff di chitarra simile alle ballate del chitarrista Jimi Hendrix.

## Video musicale
Il video è stato diretto dal regista giapponese Tekken, il quale aveva realizzato in precedenza quelli per Follow Me e Exogenesis: Symphony Part 3 (Redemption), ed è stato pubblicato in anteprima in alcuni paesi del mondo il 10 maggio 2016. Girato in animazione, il video narra l'esperienza di un soldato dopo aver lasciato la propria famiglia.

## Tracce
1. Aftermath (Radio Edit) – 3:52

## Formazione
Gruppo
- Matthew Bellamy – voce, chitarra, pianoforte, sintetizzatore modulare, arrangiamento strumenti ad arco
- Chris Wolstenholme – basso, cori
- Dominic Howard – batteria

Altri musicisti
- Olle "Sven" Romo – programmazione aggiuntiva
- Audrey Riley – arrangiamento e conduzione strumenti ad arco
- Robert John "Mutt" Lange – cori aggiuntivi
- Edodea Ensemble – ospite
  - Eduardo De Angeles – contractor, primo violino
  - Gian Lodigiani – violino
  - Valerio D'Ercole – violino
  - Tommaso Belli – violino
  - Elia Mariani – violino
  - Gian Guerra – violino
  - Gianmaria Bellisario – violino
  - Marco Corsini – violino
  - Michelle Torresetti – violino
  - Anna Minella – violino
  - Freimerr von Dellingshausen – violino
  - Valentina – viola
  - Emilio Eria – viola
  - Serena Palozzi – viola
  - Maria Lucchi – viola
  - Eliana Gintoli – violoncello
  - Francesco Sacco – violoncello
  - Martina Rudic – violoncello
  - Andrea Scacchi – violoncello
  - Dellingshausen – violoncello
  - Sarah Cross – violoncello
  - Linati Omar – contrabbasso
  - Massimo Clavenna – contrabbasso

Produzione
- Robert John "Mutt" Lange – produzione
- Muse – produzione
- Tommaso Colliva – produzione aggiuntiva, ingegneria del suono, ingegneria sintetizzatori modulari
- Rich Costey – produzione aggiuntiva, missaggio
- Adam Greenholtz – ingegneria del suono aggiuntiva
- Eric Moshes – assistenza ingegneria del suono
- Tom Baley – assistenza ingegneria del suono
- John Prestage – assistenza ingegneria del suono
- Giuseppe Salvagoni – assistenza ingegneria del suono
- Jacopo Dorigi – assistenza ingegneria del suono
- Martin Cooke – assistenza tecnica
- Nick Fourier – assistenza tecnica
- Mario Borgatta – assistenza missaggio
- Giovanni Versari – mastering
- Matt Mahurin – direzione artistica

## Classifiche
| Classifica (2015)          | Posizione massima |
| -------------------------- | ----------------- |
| Regno Unito (rock & metal) | 11                |

## Date di pubblicazione
| Paese  | Data di pubblicazione | Formati           |
| ------ | --------------------- | ----------------- |
| Mondo  | 11 marzo 2016         | Download digitale |
| Italia | 22 aprile 2016        | Airplay           |